# Орчерд-Сіті (Колорадо)
Орчерд-Сіті (англ. Orchard City) — місто (англ. town) в США, в окрузі Дельта штату Колорадо. Населення — 3142 особи (2020).

## Географія
Орчерд-Сіті розташований за координатами 38°48′51″ пн. ш. 107°58′3″ зх. д. / 38.81417° пн. ш. 107.96750° зх. д. (38.814059, -107.967542).  За даними Бюро перепису населення США в 2010 році місто мало площу 29,56 км², з яких 29,54 км² — суходіл та 0,02 км² — водойми.

## Демографія
Згідно з переписом 2010 року, у місті мешкало 3119 осіб у 1308 домогосподарствах у складі 910 родин. Густота населення становила 106 осіб/км².  Було 1417 помешкань (48/км²).
Расовий склад населення:
| - 93,0 % — білих - 0,5 % — азіатів - 0,4 % — корінних американців - 0,3 % — чорних або афроамериканців - 3,2 % — осіб інших рас |

До двох чи більше рас належало 2,5 %. Частка іспаномовних становила 10,2 % від усіх жителів.
За віковим діапазоном населення розподілялося таким чином: 19,5 % — особи молодші 18 років, 53,8 % — особи у віці 18—64 років, 26,7 % — особи у віці 65 років та старші. Медіана віку мешканця становила 51,0 року. На 100 осіб жіночої статі у місті припадало 98,2 чоловіків;  на 100 жінок у віці від 18 років та старших — 95,4 чоловіків також старших 18 років.
Середній дохід на одне домашнє господарство  становив 57 102 долари США (медіана — 40 288), а середній дохід на одну сім'ю — 73 292 долари (медіана — 53 911). Медіана доходів становила 50 688 доларів для чоловіків та 26 536 доларів для жінок. За межею бідності перебувало 19,3 % осіб, у тому числі 28,1 % дітей у віці до 18 років та 12,9 % осіб у віці 65 років та старших.
Цивільне працевлаштоване населення становило 1040 осіб. Основні галузі зайнятості: освіта, охорона здоров'я та соціальна допомога — 17,5 %, роздрібна торгівля — 16,7 %, будівництво — 16,5 %.